# 里霍博斯 (麻薩諸塞州)
里霍博斯（英語：Rehoboth）是一個位於美國麻薩諸塞州布里斯托縣的鎮。

## 人口
根據2020年美國人口普查的數據，里霍博斯的面積為121.10平方千米，當中陸地面積為120.40平方千米，而水域面積為0.70平方千米。當地共有人口12502人，而人口密度為每平方千米103人。